# Tô Mal
"Tô Mal" é uma canção da dupla sertaneja César Menotti & Fabiano. O lançamento oficial ocorreu no dia 16 de novembro de 2015, sendo o primeiro single do álbum Os Menotti no Som. A canção marca o início da parceria de César Menotti & Fabiano com Dudu, que também deverá assinar toda a produção do novo disco dos sertanejos.

## Composição
A canção é de Júnior Angelim e traz na letra a história de uma pessoa que sofre de amor declaradamente e afoga suas mágoas sabendo que alguma lição terá deste momento.

## Lista de faixas
| Download digital no iTunes |          |         |  |
| N.º                        | Título   | Duração |  |
| 1.                         | "Tô Mal" | 2:57    |  |

## Desempenho nas tabelas musicais
| Tabela musical (2015)                     | Melhor posição |
| ----------------------------------------- | -------------- |
| Brasil - Billboard Brasil Hot 100 Airplay | 4              |

### Tabelas de fim-de-ano
| Tabela musical (2015)                     | Melhor posição |
| ----------------------------------------- | -------------- |
| Brasil - Billboard Brasil Hot 100 Airplay | 96             |